# H.C. Stilling
Harald Conrad Stilling (9. februar 1815 i Hørsholm – 29. november 1891 på Frederiksberg) var en dansk arkitekt og stadsbygmester i København 1871-1888. Sammen med P.C. Hagemann, P.C. Bønecke, N.S. Nebelong og J.H. Nebelong formede Stilling senklassicismens København.

## Baggrund og uddannelse
H.C. Stilling var søn af mundskænk hos prins Christian Frederik, Conrad Frederik Stilling (1766-1821) og Juliane Sofie f. Hinzpeter (1777-1849), hvis fader var slotsforvalter ved Hirschholm Slot. Han levede sine første barndomsår i morfaderens hus, kom derpå i skole i København og blev efter sin konfirmation sat i murerlære. Som svend arbejdede han endnu nogle år ved sit håndværk, men tegnede tillige om vinteren, i Kunstakademiets Bygningsskole og hos G.F. Hetsch, som i 1838 foreslog ham til midlertidig lærer ved søndagsskolen med 50 Rigsbankdaler om året. Da N.S. Nebelong snart efter rejste udenlands (1839), blev Stilling medhjælper ved Hetschs private tegneskole, og opgav nu ganske håndværket, idet han ved informationer og ved at udføre tegninger for møbelhåndværkere sikrede sig et tarveligt udkomme. Allerede i 1838 havde han vundet en pengepræmie i ornamentfaget og besøgte Akademiets frihåndstegneskoler, i 1839 vandt han atter præmien for en ornamenttegning og i december samme år den lille sølvmedalje i Bygningsskolen. I det følgende fjerdingår, marts 1840, vandt han den store sølvmedalje, i marts 1841 Æresmedaillen, men ved konkurrencen samme år om den lille guldmedaille vandt han ikke præmien. Dog opfordrede Akademiet ham til at udstille sit arbejde, Et Landslot, "paa Grund af det rosværdige deri". Fra nytår 1842 blev han lærer ved Akademiets Elementarskole under C.A. Møllers fraværelse med 150 Rbd. om året, i 1843 blev den lille guldmedalje tilkendt ham, 1844 var han på rejse i Hamborg og Prag, og endelig i 1847 også den store guldmedalje for opgaven Et Tøjhus til 30.000 Mand. Han søgte straks om rejsestipendium, men fik det først fra 1. januar 1850, dog med tilføjelse af, at Akademiet ville gøre sit til, at han kunne tiltræde sin rejse tidligere. Han fik også stipendium fra Den Reiersenske Fond.
Uddannelsen på Akademiet under G.F. Hetsch blev grundpillen i Stillings arkitektur. Hans bedste arbejder er prægede af akademisk tradition og kultur. Opposition mod autoriteterne lå ham fjernt. Som ny og uprøvet arkitekt kom han til at samarbejde med den stærkt kosmopolitisk indstillede Georg Carstensen, som overdrog ham at tegne de første bygninger i forlystelseshaven Tivoli (1843), som han også sad i bestyrelsen for. Han forsynede stedet med klassiske pavilloner og forlystelser i mindre grupper placeret i en romantisk have med løvhytter, volierer, kineserier m.m. udført som lette, lysegule træhuse med brædde-, zink- eller sejldugstage. I flere bygninger var der pompeijanske udsmykninger af Carl Løffler. Han anvendte en lignende stil i Maglekilde Vandkuranstalt og i Kongens Klubs sommerlokale med loggia. Næppe senere træffer man hos ham en tilsvarende frigjorthed og ynde som i disse pavilloner, der dog samtidig absolut ikke bryder den senklassicistiske disciplin. Da han få år efter for Carstensen tegnede Casino (1845-47, nedrevet 1960) i dets oprindelige skikkelse som vintertivoli, skabte han med dette sit hovedværk. Med sin fine tilpasning til omgivelserne, sine harmoniske forhold i facade og planer blev Casino et af de smukkeste eksempler på dansk senklassicisme.

## Længere udlandsrejse
Efter at have aflagt en "særdeles tilfredsstillende" prøve i sprog afrejste han i maj 1849 til udlandet, opholdt sig 1850 i Italien, Frankrig, Tyskland, Belgien, Holland, England, i 1853 i Italien, Grækenland, Ægypten, Tyrkiet og vendte efter 5½ års rejse tilbage til København (1854). Vidnesbyrd om, at han herunder også kom til Malta, er hans signerede akvarel forestillende Valletta set fra den Store Havn. Akvarellen tilhører Det Kongelige Danske Kunstakademi og er reproduceret som illustration til afhandlingen "Andersen and Malta", Anderseniana 1991. Tilbage i hovedstaden fik han allerede fra 1. oktober 1854 plads som lærer ved første Bygningsskole, og den 16. oktober agreerede Akademiet ham "med Akklamation" på hans indsendte tegninger. Opgaven til hans medlemsstykke var En Pragthal til Kunst og Industri. Den 18. maj 1855 ægtede han Vilhelmine Frederikke Schrøder (1828-1868), datter af hofjuveler Conrad Frederik Schrøder (1794-1865) og Lovise f. Lundberg (1796-1869).

## Opgaver og hverv
Disse rejser bragte ikke væsentlige ændringer i Stillings kunstneriske syn, men udviklede hans kendskab til de moderne glas- og jernkonstruktioner, og han var førende her hjemme ved opførelsen af moderne forlystelsesetablissementer. Til Udsmykning af disse anvendte han gerne store dekorationsmalerier med orientalske sujetter, hentede fra rejser i den nære Orient. De mange bevarede rejseakvareller giver et indtryk af denne genre.
Efter rejserne kom han straks i virksomhed med en mængde arbejder, således at Akademiets omordning havde fundet sted, inden hans medlemsstykke var indgivet. Efter den nye ordning blev han uden sådant valgt til medlem af Akademiet den 5. juli 1858. Samme år udnævntes han til Ridder af Dannebrog efter fuldførelsen af Københavns Sygehjem, i 1885 blev han Dannebrogsmand.
Hans dygtighed, specielt med hensyn til plangivning i forbindelse med hans sans for det aktuelle, bevirkede, at Stilling blev en søgt arkitekt også inden for boligbyggeriet. Den første københavnske facade i italiensk renæssancestil (Frederiksholms Kanal 16-18) skyldes således ham. Blandt hans senere bygninger må især fremhæves Sygehjemmet (nu Skov & Landskab, Det Biovidenskabelige Fakultet, KU) på Rolighedsvej, hvor senklassicisme og italiensk renæssancestil er samarbejdet til et harmonisk hele; dets murbehandling er desuden overordentlig udsøgt.
Blandt hans øvrige arbejder kan nævnes ombygningen af Peschiers Gård i Holmens Kanal (Landmandsbanken, nu Danske Bank), omdannelsen af Børsens indre for Grosserersocietetet, Carolineskolen i Pilestræde, traktørstedet Sommerlyst ved Frederiksberg. Han gjorde tegninger til et Tivoli til Stockholm, men planen blev ikke udført. I disse bygninger udvidede han sit stilistiske repertoire. Tilbygningen til Tyvelse Kirke er således nygotisk, mens byzantinske detaljer i gule mursten og røde afstribninger bl.a. findes i Schønbergsgade 15 og på Carolineskolen. Hans rejser satte sig orientalske spor i Tivolis anden Bazar og Koncertsalens ombygning. Desuden skabte han elegante caféer som den, der stadig findes på Kongens Nytorv 17, og som var påbegyndt for konditor Jacob Mini og senere overtaget af Stephan à Porta.
I 1856 blev han bygningsinspektør i København, indtil han i 1871, efter Nebelongs død, blev stadsbygmester i samme stad. Som sådan måtte han ikke mere selv bygge på stadens grund. Fra 1860 udstillede han jævnlig som akvarelmaler, mest bygningsudsigter fra Italien, som han besøgte på ny 1863-64. Som Forfatter har han udgivet Rejse i Ægypten (1869), Smaa Historier om store Kunstnere (1872), Den kristelige Kirkebygnings Historie (Kristi Kalender 1870) m.m.
I andet ægteskab viedes han den 9. oktober 1872 til Fanny Agathe Frederikke Andersen (1844-1887), datter af grosserer, vinhandler Jens Andreas Andersen (1811-1881) og Caroline f. Zwergius (f. 1811). I 1887 fratrådte han sit embede som stadsbygmester med titel af etatsråd og levede sine sidste alderdomsår i ro på Frederiksberg, hvor han døde den 29. november 1891, efter at han havde testamenteret Akademiet sine efterladte tegninger og akvareller.

## Værker
(I København, hvor intet andet nævnes)
- Tivoli, Vesterbros Passage (1843-45, for Georg Carstensen, stort set alt nedrevet)
- Casinoteatret, Amaliegade 10 (1845-47, for samme, forhus nedrevet 1960)
- Kongens Klub, Vesterbros Passage (1845, nedrevet)
- Hippodromen, Nørregade 39 (1846)
- Gammel Carlsberg Bryggeri, Valby (1846-47, stald bevaret, fredet)
- Maglekilde Vandkuranstalt, Roskilde (1846, nedrevet)
- Facade og butik for J.G. Schwartz, Sværtegade 3 (1847)
- Københavns første banegård, Dronningens Enghave, Vesterbro (1847, nedrevet 1865, tilskrevet Stilling af Ida Haugsted pga. stærke ligheder med hans rutsjebane i Tivoli)[2]
- Ombygning af Det Plessenske Palæ til to huse, Frederiksholms Kanal 16-18, København (1851-52, antagelig tegnet 1850)
- Tårn og våbenhus, Tyvelse Kirke (1854)
- Ombygning til teater af rideskole ved Hippodromen, nu Folketeatret, Nørregade 39 (1855-57)
- Hovedbygning, Sommerlyst, Frederiksberg Allé 98, Frederiksberg (1855, senere Avenue Teatret, nedrevet)
- Stephan à Portas ejendom, Kongens Nytorv 17 (1856-57, ombygget med kolonnade 1961)
- Beboelsesejendom, Schønbergsgade 15, Frederiksberg (1857, fredet)
- Villa Tharand for grosserer Luis Bramsen, siden Det Wærnske Institut, Mariaforbundet og Kastanievejs Efterskole, Kastanievej 2, Frederiksberg (1857, tilbygning 1905, siden ombygget)
- Det tidligere Københavns Sygehjem, nu LIFE, Rolighedsvej, Frederiksberg (1857-59, udvidet af Stilling 1877-78, fredet 1959)
- Carolineskolen, Pilestræde 48 (1860, fraflyttet 1918)
- Østifternes Kreditforening, nu Øjenlægernes Hus, Store Kannikestræde 16 (1860)
- Ombygning af ejendom for Bikuben, Silkegade 8 (1860-61, nedrevet)
- Thors Hal, Vesterbrogade 32 (1861, senere Figaro/Valencia, nedrevet 1890)
- Ombygning af Koncertsalen, Tivoli (1863, sammen med J.A. Stillmann, ombygget)
- Bazaren, Tivoli (1863, nedrevet 1908)
- Ordruphøj, Ordrup (1863-64, nedrevet)
- Villa, Rosenvængets Hovedvej 18, Rosenvænget (1865, nedrevet 1932)
- Sparekassen, Niels Hemmingsens Gade 7 (1862, ombygget)
- Restaurering af Skt. Petri Kirke (1864-65)
- Kyø Hovedgård ved Aalborg (1875)
- Villaer i Flensborg

### Projekter
- Tivoli, Dyrholmen, Stockholm (1845)
- Passage med basar, Østergade 20, Ny Adelgade (1845, for A. Flinch)
- Projekt til Hotel de l'Union, Bredgade/Sankt Annæ Plads (1846, for Georg Carstensen, tilskrevet)[3]
- Udvidelse af Hotel Royal, København (1861)
- Alhambra, Frederiksberg (1856)
- Møbler, bl.a. skrivebord (1844, i Nationalmuseet)

### Skriftlige arbejder
- Artikel i: Berlingske Tidende, 19. juli 1860 (om husfacader).
- Reise i Ægypten, København: C.A. Reitzels Forlag 1869. Findes digitaliseret hos Google Books
- Den kristelige Kirkebygnings Historie, 1870.
- Smaa Historier om store Kunstnere, 1872
- artikler i: For Romantik og Historie.